# Annicet Bitoumbou
Annicet Batchi Bitoumbou (2 febbraio 1980) è un ex calciatore congolese (Repubblica del Congo), di ruolo difensore.

## Carriera

### Nazionale
Ha debuttato in nazionale il 2 agosto 1998, in Ciad-Repubblica del Congo (1-1). Ha partecipato, con la  nazionale, alla Coppa d'Africa 2000. Ha collezionato in totale, con la maglia della nazionale, 10 presenze.

## Statistiche

### Cronologia presenze e reti in Nazionale
| Cronologia completa delle presenze e delle reti in nazionale ― Rep. del Congo | Cronologia completa delle presenze e delle reti in nazionale ― Rep. del Congo | Cronologia completa delle presenze e delle reti in nazionale ― Rep. del Congo | Cronologia completa delle presenze e delle reti in nazionale ― Rep. del Congo | Cronologia completa delle presenze e delle reti in nazionale ― Rep. del Congo | Cronologia completa delle presenze e delle reti in nazionale ― Rep. del Congo | Cronologia completa delle presenze e delle reti in nazionale ― Rep. del Congo | Cronologia completa delle presenze e delle reti in nazionale ― Rep. del Congo |
| Data                                                                          | Città                                                                         | In casa                                                                       | Risultato                                                                     | Ospiti                                                                        | Competizione                                                                  | Reti                                                                          | Note                                                                          |
| ----------------------------------------------------------------------------- | ----------------------------------------------------------------------------- | ----------------------------------------------------------------------------- | ----------------------------------------------------------------------------- | ----------------------------------------------------------------------------- | ----------------------------------------------------------------------------- | ----------------------------------------------------------------------------- | ----------------------------------------------------------------------------- |
| 02-08-1998                                                                    | N'Djaména                                                                     | Ciad                                                                          | 1 – 1                                                                         | Rep. del Congo                                                                | Qual. Coppa d'Africa 2000                                                     | -                                                                             | Ammonizione                                                                   |
| 16-08-1998                                                                    | Pointe-Noire                                                                  | Rep. del Congo                                                                | 0 – 0                                                                         | Ciad                                                                          | Qual. Coppa d'Africa 2000                                                     | -                                                                             |                                                                               |
| 10-11-1999                                                                    | Libreville                                                                    | Rep. del Congo                                                                | 2 – 1                                                                         | Guinea Equatoriale                                                            | Amichevole                                                                    | -                                                                             |                                                                               |
| 11-11-1999                                                                    | Libreville                                                                    | Rep. del Congo                                                                | 0 – 2                                                                         | Ciad                                                                          | Amichevole                                                                    | -                                                                             | 29’                                                                           |
| 13-11-1999                                                                    | Libreville                                                                    | Gabon                                                                         | 0 – 0                                                                         | Rep. del Congo                                                                | Amichevole                                                                    | -                                                                             |                                                                               |
| 14-11-1999                                                                    | Libreville                                                                    | Rep. Centrafricana                                                            | 4 – 2                                                                         | Rep. del Congo                                                                | Amichevole                                                                    | -                                                                             |                                                                               |
| 28-11-1999                                                                    | Libreville                                                                    | Rep. del Congo                                                                | 2 – 1                                                                         | Togo                                                                          | Amichevole                                                                    | -                                                                             |                                                                               |
| 09-04-2000                                                                    | Malabo                                                                        | Guinea Equatoriale                                                            | 1 – 3                                                                         | Rep. del Congo                                                                | Qual. Mondiali 2002                                                           | -                                                                             | 57’                                                                           |
| 23-04-2000                                                                    | Pointe-Noire                                                                  | Rep. del Congo                                                                | 2 – 1                                                                         | Guinea Equatoriale                                                            | Qual. Mondiali 2002                                                           | -                                                                             | 71’                                                                           |
| 09-07-2000                                                                    | Kinshasa                                                                      | RD del Congo                                                                  | 2 – 0                                                                         | Rep. del Congo                                                                | Qual. Mondiali 2002                                                           | -                                                                             | 40’                                                                           |
| Totale                                                                        |                                                                               | Presenze                                                                      | 10                                                                            |                                                                               | Reti                                                                          | 0                                                                             |                                                                               |

## Palmarès

### Club

#### Competizioni nazionali
- Campionato congolese di calcio (Repubblica del Congo): 2

Étoile du Congo: 2000, 2001
- Coppa della Repubblica del Congo: 2

Étoile du Congo: 2000, 2002